# Beroun (nádraží)
Beroun je železniční stanice, která se nachází ve stejnojmenném městě v okrese Beroun ve Středočeském kraji. Stanicí prochází 3. železniční koridor, tedy trať Praha–Plzeň. V Berouně také začíná trať do Rakovníka a trať do Prahy přes Rudnou u Prahy.

## Tratě
Trať Praha–Plzeň je dvoukolejná elektrizovaná celostátní trať zařazená do evropského železničního systému, součást 3. koridoru, doprava z Prahy do Plzně byla zahájena roku 1862. Trať Beroun–Rakovník je jednokolejná celostátní trať, doprava na ní byla zahájena roku 1876.

## Historie

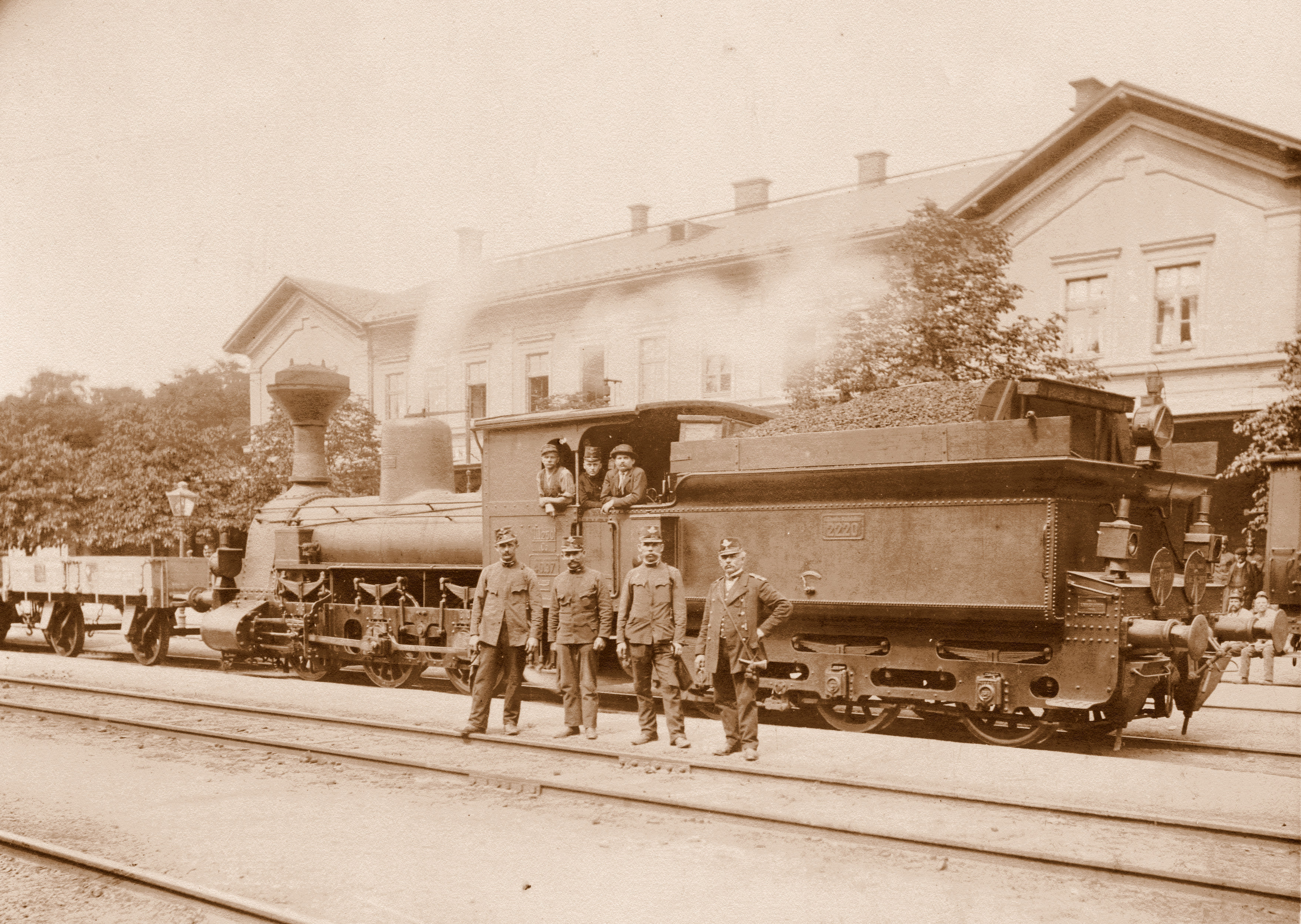
Historický snímek berounského nádraží

Trať Praha-Smíchov – Rudná u Prahy – Beroun je jednokolejná celostátní trať, doprava z Rudné do Berouna byla zahájena roku 1897.[zdroj?]
Odjezdová hala nádraží byla dokončena v roce 1972 a její dominantou jsou vitráže Jiřího Kovaříka. V roce 2018 začala celková rekonstrukce nástupišť stanice Beroun. V roce 2019 byla kompletně dokončena rekonstrukce nástupišť, kolejí a trakčního vedení.[zdroj?]

## Popis
Stanice je tvořena dvěma obvody: osobní nádraží a seřaďovací nádraží. Osobní nádraží a částečně seřaďovací nádraží je vybaveno elektronickým stavědlem, v části seřaďovacího nádraží je v provozu elektromechanické zabezpečovací zařízení. Provoz vlaků v přilehlých úsecích je zabezpečen ve směru z/do Zdic pomocí automatického bloku, z/do Berouna automatickým hradlem bez oddílových návěstidel, mezi Berounem a Karlštejnem je v provozu hradlový poloautomatický blok s hradly Tetín a Korno.

## Galerie

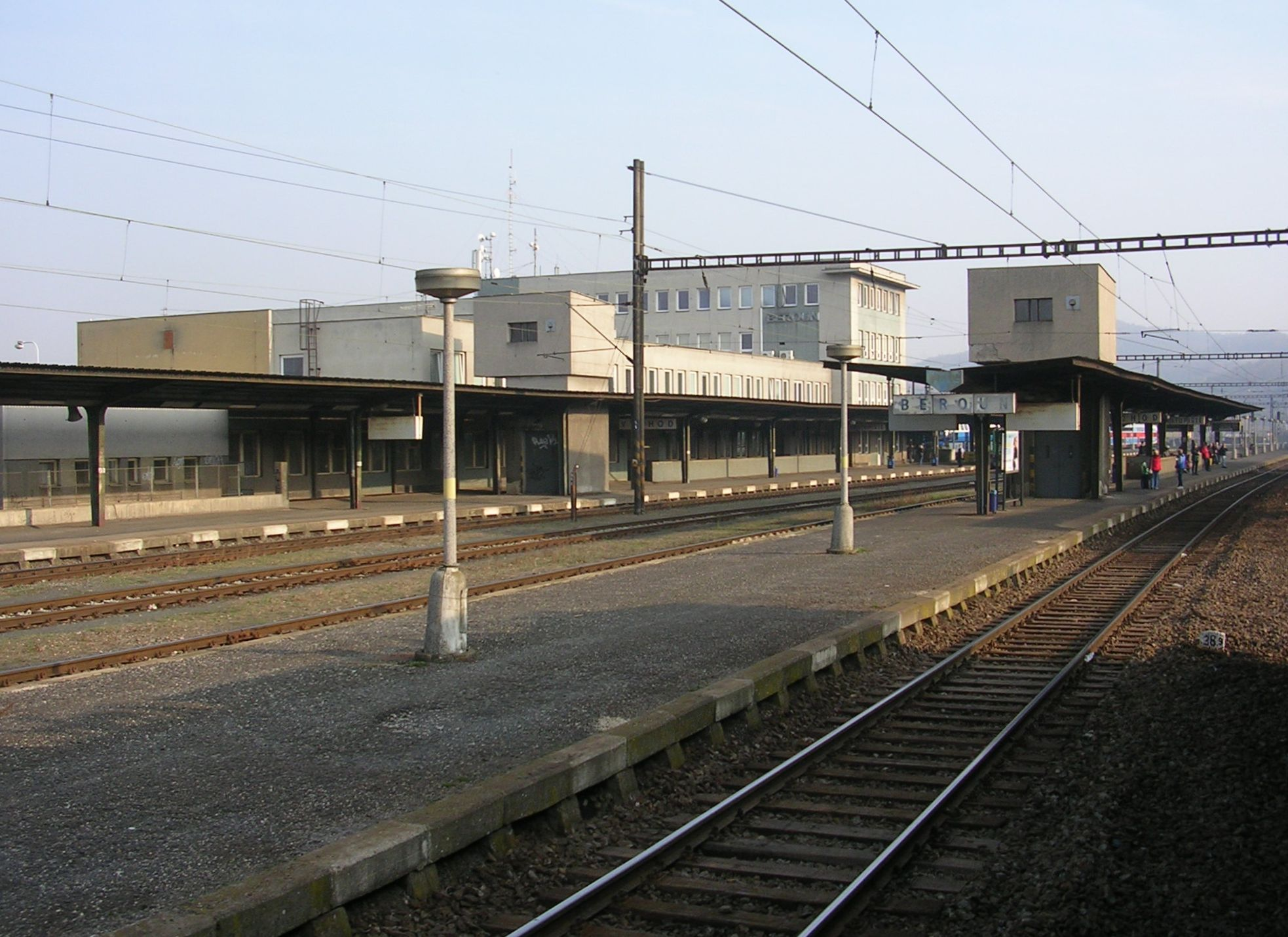
Nástupiště
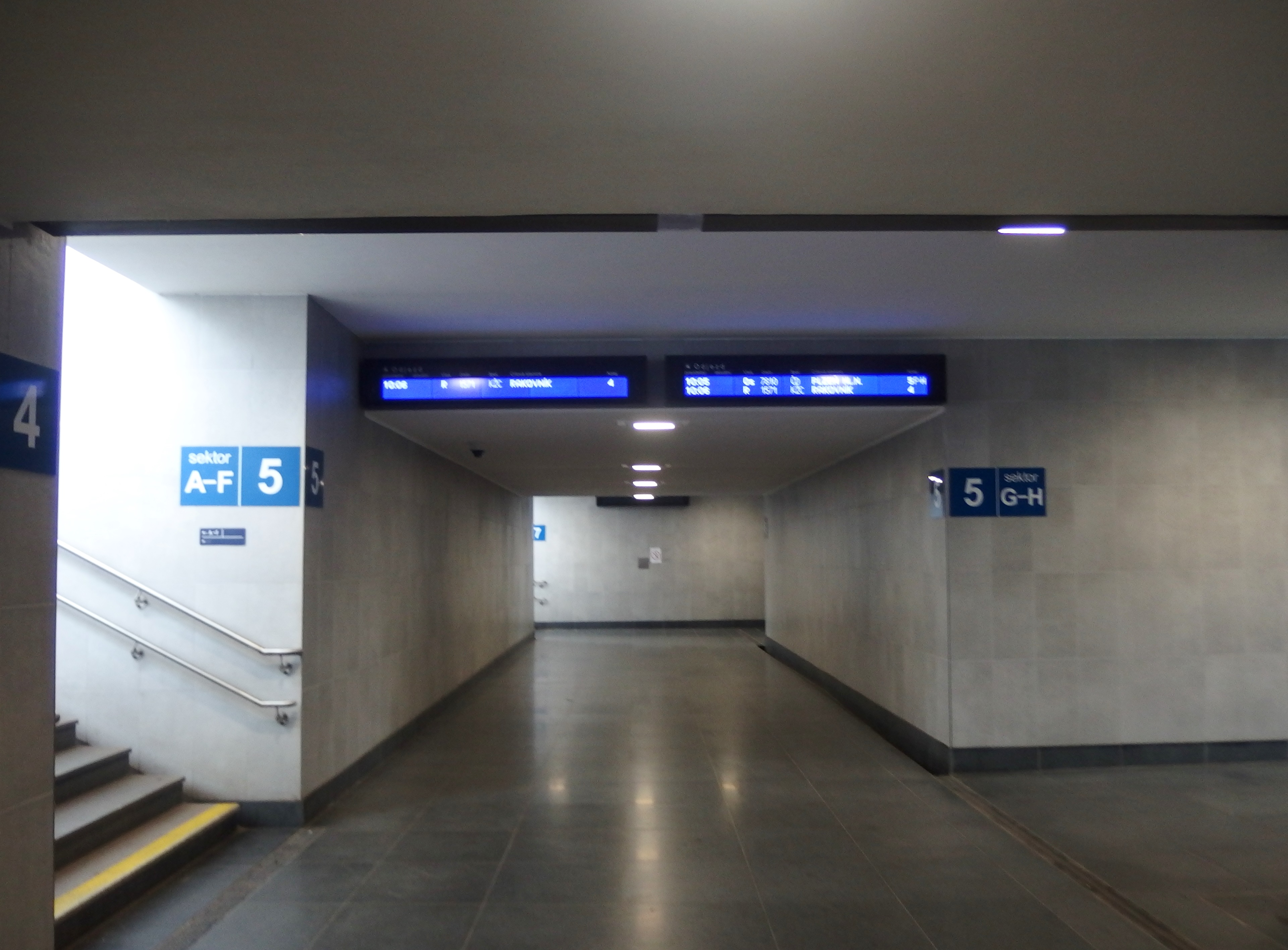
Podchod po rekonstrukci 2019
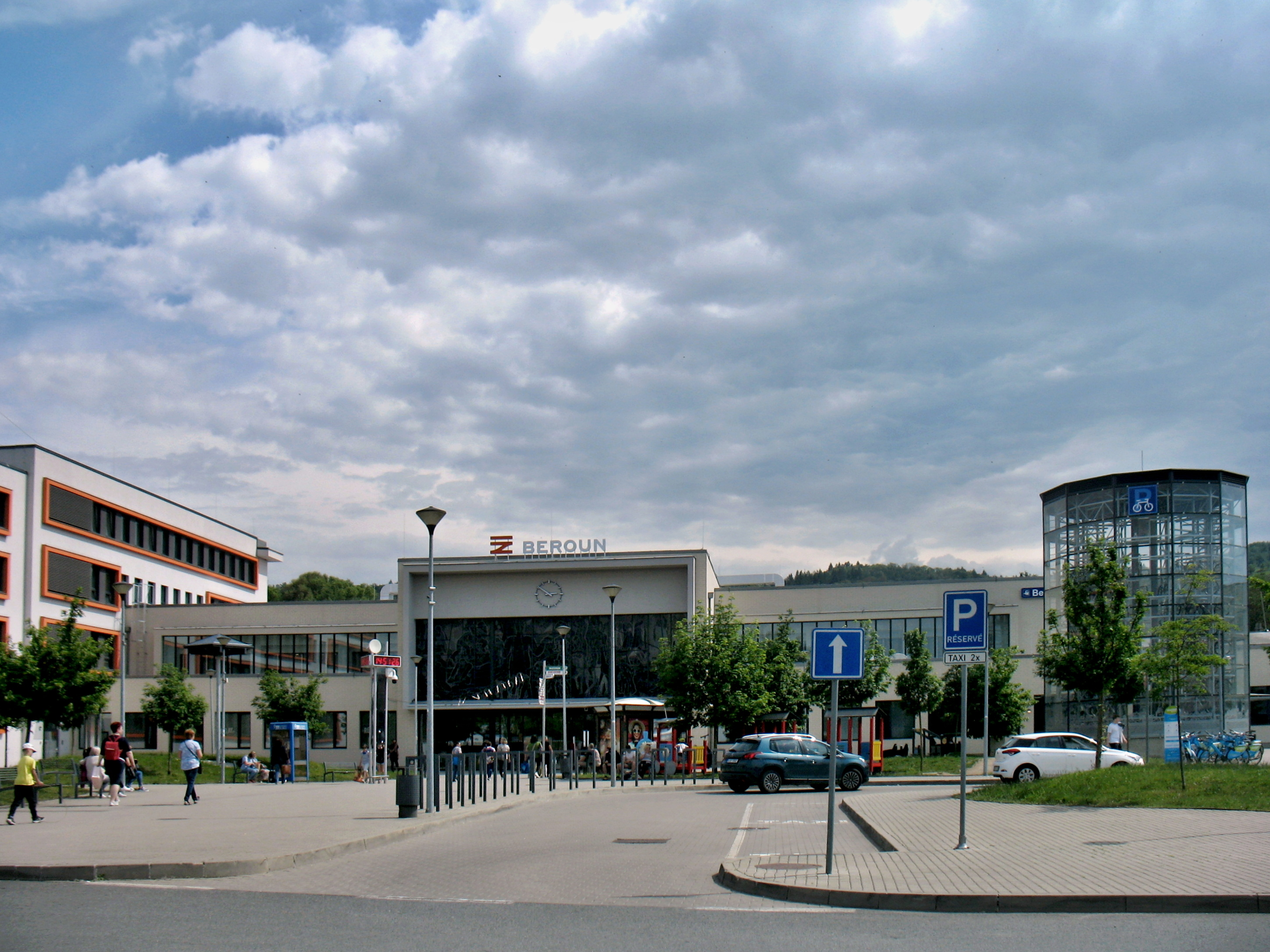
Prostor před nádražím po rekonstrukci
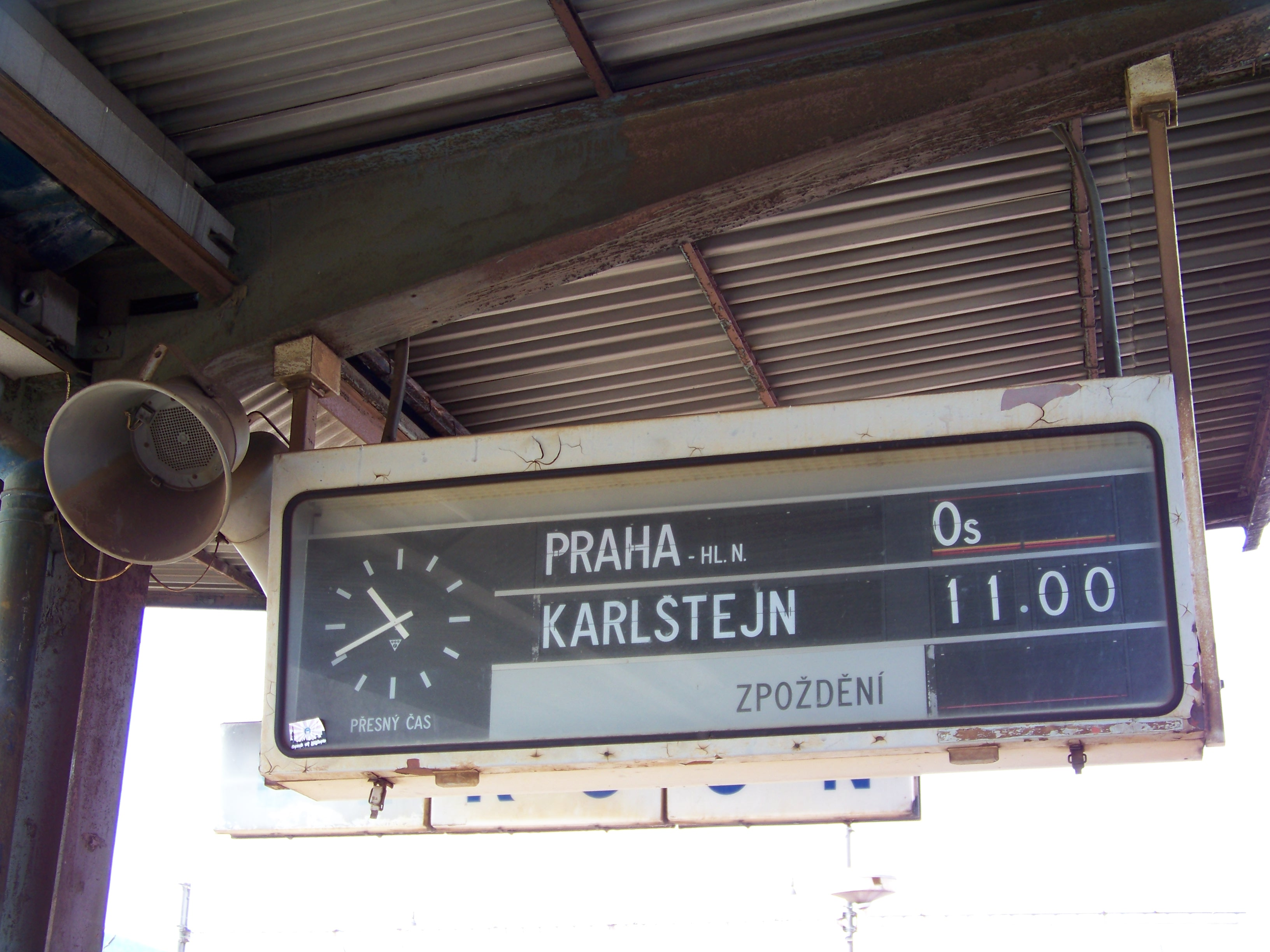
Odjezdová tabule na nástupišti
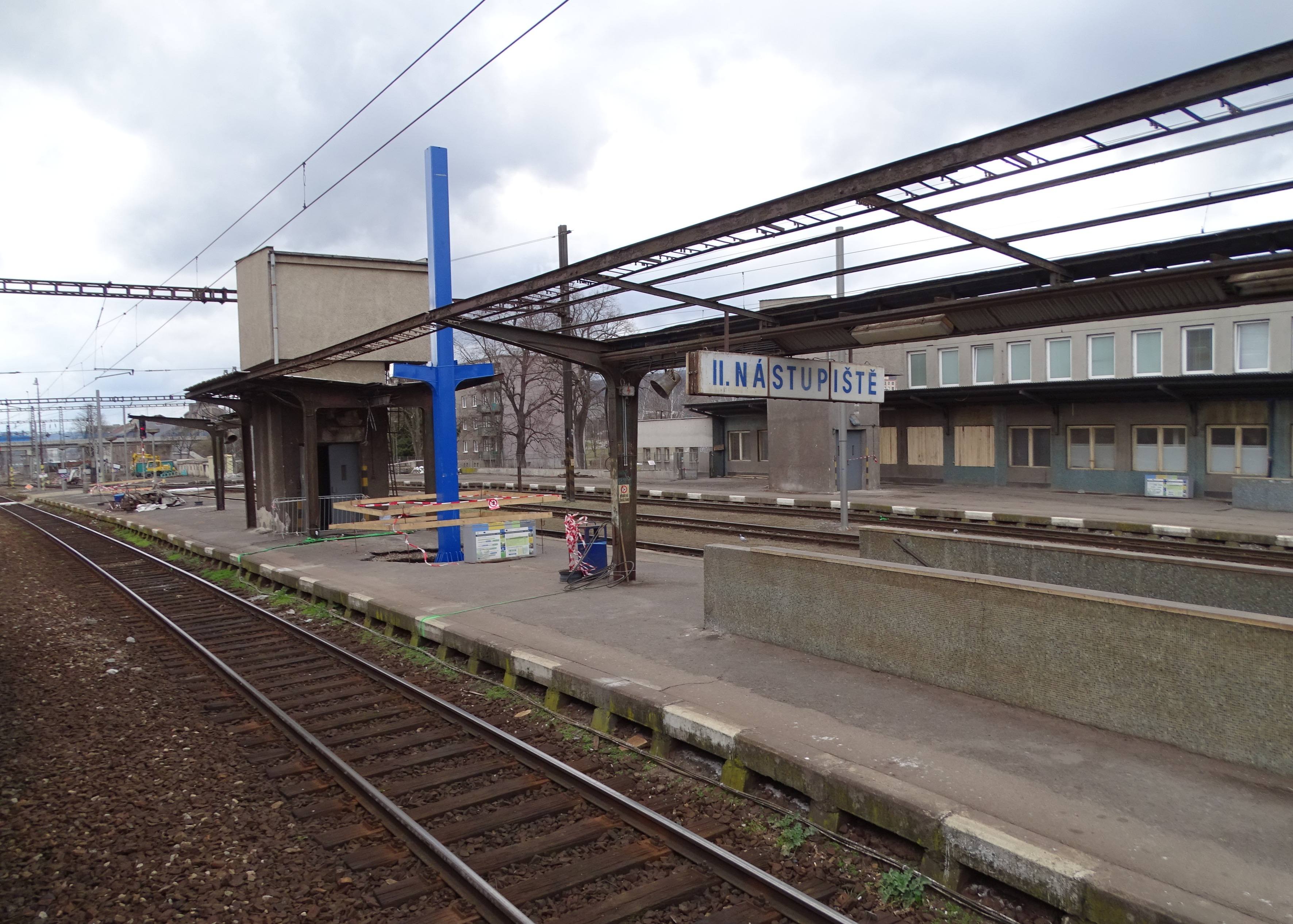
Začátek rekonstrukce v květnu 2018